# San Lorenzo de El Escorial
San Lorenzo de El Escorial es un municipio y localidad de España, en la Comunidad de Madrid. Se encuentra en el noroeste de la Comunidad, en la vertiente suroriental de la sierra de Guadarrama, al pie del monte Abantos y Las Machotas, a 47 km de Madrid. Es cabeza del partido judicial homónimo. Recibe popularmente el nombre de El Escorial de Arriba, para diferenciarlo del vecino pueblo de El Escorial, que, por su parte, es designado como El Escorial de Abajo.
La localidad fue fundada en tiempos de Carlos III, en el siglo XVIII, y se constituyó como municipio en el siglo XIX, cuando tuvo su primer alcalde. Surgió como una escisión de El Escorial, donde Felipe II construyó a finales del siglo XVI el Monasterio de El Escorial y mediante la anexión de las fincas colindantes, el Real Sitio del mismo nombre. En la parte segregada se encontraban los principales edificios y parajes de este Real Sitio, incluido el Monasterio, que en la actualidad se halla, por tanto, en el término de San Lorenzo de El Escorial. De ahí que el citado monumento reciba también el nombre de «Monasterio de San Lorenzo de El Escorial».
El Monasterio y el Real Sitio fueron declarados Patrimonio de la Humanidad por la Unesco el día 2 de noviembre de 1984, con la denominación de «El Escorial, Monasterio y Sitio». Alrededor de este edificio, uno de los principales monumentos renacentistas españoles, se ha articulado una potente industria turística y hostelera, que ha convertido a San Lorenzo de El Escorial en uno de los principales destinos de la comunidad autónoma. Dentro de su término municipal se encuentra también el Valle de Cuelgamuros.
Desde el 21 de junio de 2006, su término se encuentra protegido como Bien de Interés Cultural, en la categoría de Territorio Histórico o Sitio Histórico, figura en la que también se incluyen los municipios vecinos de El Escorial, Santa María de la Alameda y Zarzalejo.

## Geografía

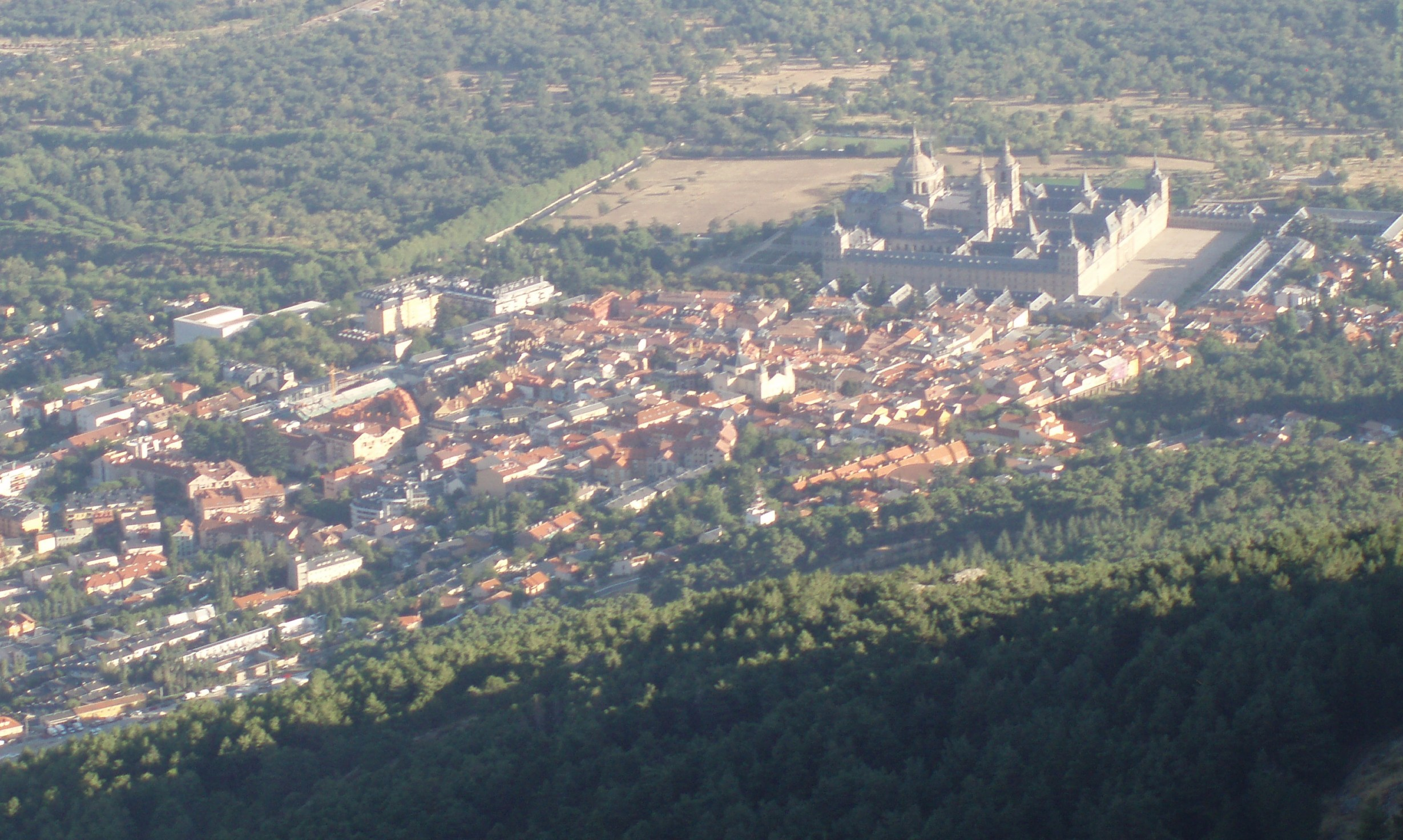
Centro urbano de San Lorenzo de El Escorial visto desde la cima del Monte Abantos

San Lorenzo de El Escorial se encuentra en las laderas meridionales del Monte Abantos (1753 m), montaña que ha condicionado históricamente su trazado urbanístico. Su caserío fue creciendo de manera anárquica alrededor del Real Monasterio, extendiéndose montaña arriba. En el siglo XVIII, el arquitecto Juan de Villanueva ordenó su casco histórico y proyectó diferentes plazas y calles, que debían salvar el fuerte desnivel existente entre la Lonja del Real Monasterio y las empinadas cuestas de Abantos. De esta época datan la calle de Floridablanca, una de las más importantes del pueblo, y el cierre completo de la Lonja con la construcción de las Casas de Infantes. En los siglos XX y XXI, la localidad ha experimentado una fuerte expansión urbanística, especialmente hacia la vertiente suroriental de Abantos.

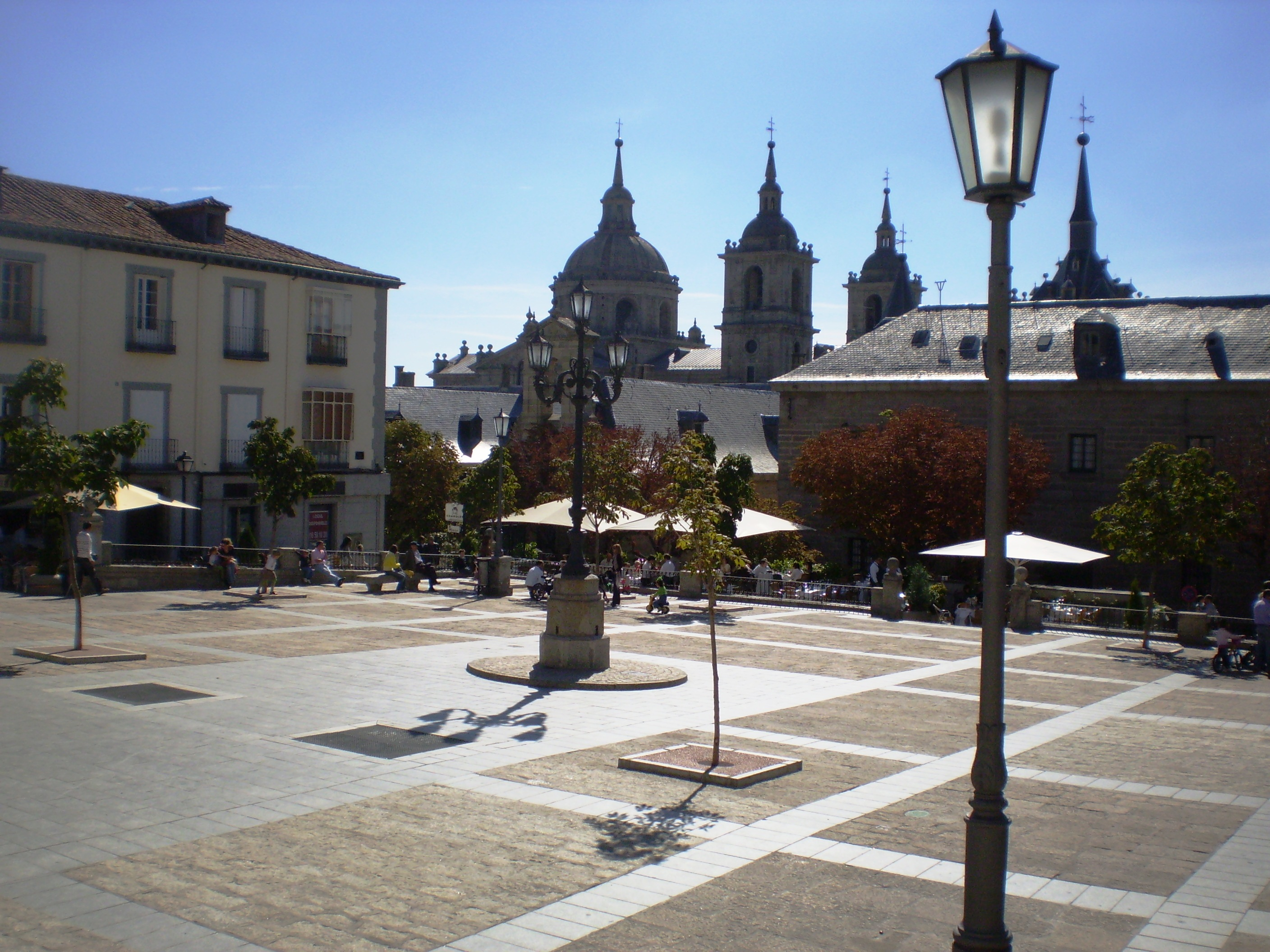
Plaza de la Constitución

| Noroeste: Peguerinos (Ávila)     | Norte: Guadarrama | Noreste: Guadarrama                |
| Oeste: Santa María de la Alameda |                   | Este: Collado Villalba y Galapagar |
| Suroeste: Zarzalejo              | Sur: El Escorial  | Sureste: El Escorial               |

### Relieve e hidrografía

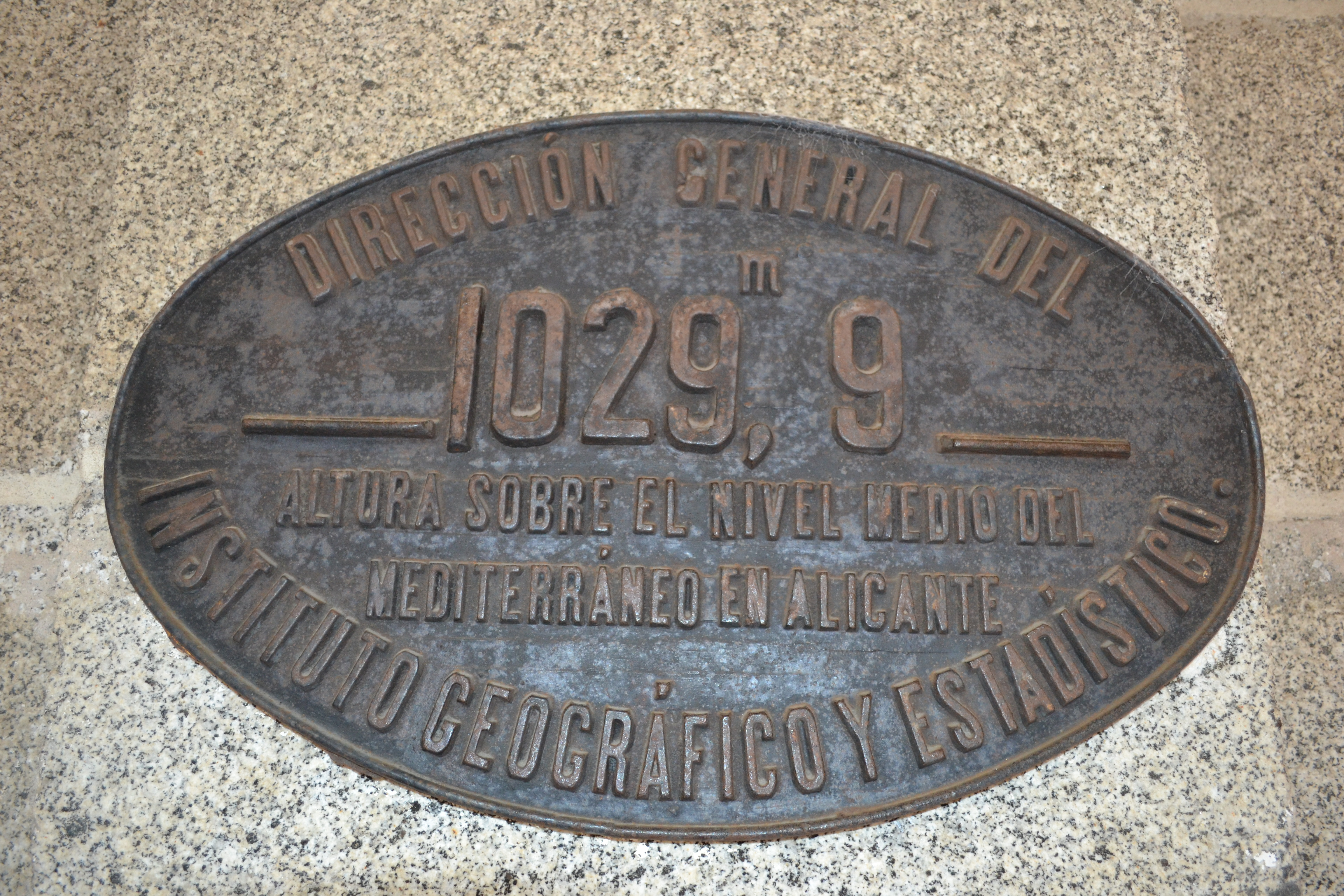
Placa con la altitud sobre el nivel del mar de San Lorenzo de El Escorial

La altitud media del municipio es de 1032 m s. n. m. La mayor parte del casco urbano se sitúa por encima de los 1000 m de altura, incluido el Monasterio de El Escorial, cuya ubicación supera en 28 m esta cota. La máxima altitud se encuentra en la cima de Abantos, con 1753 m.
Su superficie total es de 56,40 km², que se distribuyen por terrenos montañosos. Hacia el sur, el término sanlorentino discurre por el llamado Circo de El Escorial, valle flanqueado por las laderas meridionales de Abantos y las septentrionales de Las Machotas. Hacia el norte, recorre la vertiente suroriental de Abantos hasta el paraje de Cuelgamuros, donde se encuentra el Valle de los Caídos, cerca de la linde con el municipio de Guadarrama. Hacia el suroeste, el municipio desciende hasta El Escorial, a través de los parques y jardines de la Casita del Príncipe —sita en esta última localidad—.
San Lorenzo de El Escorial pertenece a la cuenca del río Guadarrama. Los riachuelos que nacen en el monte Abantos van a parar al Aulencia —el principal afluente del Guadarrama—, que nace en Las Machotas y atraviesa el vecino pueblo de El Escorial. Algunos de los arroyos sanlorentinos son contenidos en pequeños embalses, situados dentro de su término.

### Clima
De acuerdo con la clasificación climática de Köppen y los datos de la tabla a continuación, San Lorenzo de El Escorial tiene un clima de tipo Csa (templado con verano seco y caluroso). El régimen pluviométrico presenta unos niveles de precipitaciones anuales en torno a los 855,5 mm. La distribución anual de las precipitaciones se asemeja a la del clima mediterráneo, si bien el máximo de precipitación no se corresponde en San Lorenzo con el otoño y primavera sino con el invierno. En verano las precipitaciones son escasas, situándose en torno a los 50 mm.
Las temperaturas tienen un régimen parecido al de las zonas de piedemonte. La temperatura media anual es relativamente inferior a los 13 °C. Las máximas aparecen en julio y agosto (24,3 °C y 23, 8 °C respectivamente), mientras que las mínimas se manifiestan en los meses diciembre y enero (5,1 °C y 4,9 °C respectivamente). Estos datos reflejan una amplitud térmica próxima a los 19,9.º bastante elevada respecto a las temperaturas medias anuales de la zona, lo que refleja una importante continentalidad en el clima, aunque atemperado por la cercanía de la sierra respecto a localidades situadas al este del río Guadarrama.
Las temperaturas medias de las máximas mensuales se registran entre julio y agosto y se sitúan entre los 32.8 y 32.4 °C, estableciéndose las máximas absolutas mensuales en los 38,5.º. Por lo que se refiere a las temperaturas medias mínimas mensuales los registros más bajos se recogen en enero (-0.1 °C) y diciembre (0.2 °C), registrándose mínimas absolutas de -5. °C en enero y -4.6 °C en diciembre.
Estas características reflejan una de las pautas de los climas de tipo mediterráneo: el periodo de sequía estival. Desde la segunda quincena del mes de junio hasta primeros de septiembre existe un déficit hídrico bastante significativo, con un volumen de precipitaciones que apenas supera los 50 mm en este periodo y unas temperaturas medias prácticamente siempre por encima de los 20 °C.
| Parámetros climáticos promedio de San Lorenzo de El Escorial en el periodo 1961-2003 | Parámetros climáticos promedio de San Lorenzo de El Escorial en el periodo 1961-2003 | Parámetros climáticos promedio de San Lorenzo de El Escorial en el periodo 1961-2003 | Parámetros climáticos promedio de San Lorenzo de El Escorial en el periodo 1961-2003 | Parámetros climáticos promedio de San Lorenzo de El Escorial en el periodo 1961-2003 | Parámetros climáticos promedio de San Lorenzo de El Escorial en el periodo 1961-2003 | Parámetros climáticos promedio de San Lorenzo de El Escorial en el periodo 1961-2003 | Parámetros climáticos promedio de San Lorenzo de El Escorial en el periodo 1961-2003 | Parámetros climáticos promedio de San Lorenzo de El Escorial en el periodo 1961-2003 | Parámetros climáticos promedio de San Lorenzo de El Escorial en el periodo 1961-2003 | Parámetros climáticos promedio de San Lorenzo de El Escorial en el periodo 1961-2003 | Parámetros climáticos promedio de San Lorenzo de El Escorial en el periodo 1961-2003 | Parámetros climáticos promedio de San Lorenzo de El Escorial en el periodo 1961-2003 | Parámetros climáticos promedio de San Lorenzo de El Escorial en el periodo 1961-2003 |
| Mes                                                                                  | Ene.                                                                                 | Feb.                                                                                 | Mar.                                                                                 | Abr.                                                                                 | May.                                                                                 | Jun.                                                                                 | Jul.                                                                                 | Ago.                                                                                 | Sep.                                                                                 | Oct.                                                                                 | Nov.                                                                                 | Dic.                                                                                 | Anual                                                                                |
| ------------------------------------------------------------------------------------ | ------------------------------------------------------------------------------------ | ------------------------------------------------------------------------------------ | ------------------------------------------------------------------------------------ | ------------------------------------------------------------------------------------ | ------------------------------------------------------------------------------------ | ------------------------------------------------------------------------------------ | ------------------------------------------------------------------------------------ | ------------------------------------------------------------------------------------ | ------------------------------------------------------------------------------------ | ------------------------------------------------------------------------------------ | ------------------------------------------------------------------------------------ | ------------------------------------------------------------------------------------ | ------------------------------------------------------------------------------------ |
| Temp. media (°C)                                                                     | 5.4                                                                                  | 6.4                                                                                  | 8.5                                                                                  | 9.7                                                                                  | 13.0                                                                                 | 19.5                                                                                 | 22.9                                                                                 | 23.0                                                                                 | 19.4                                                                                 | 13.5                                                                                 | 9.1                                                                                  | 6.6                                                                                  | 13.1                                                                                 |
| Precipitación total (mm)                                                             | 98.4                                                                                 | 73.1                                                                                 | 64.8                                                                                 | 88.6                                                                                 | 84.3                                                                                 | 43.4                                                                                 | 17.7                                                                                 | 16.3                                                                                 | 46.2                                                                                 | 106.5                                                                                | 135.4                                                                                | 109.2                                                                                | 884.0                                                                                |
| [cita requerida]                                                                     |                                                                                      |                                                                                      |                                                                                      |                                                                                      |                                                                                      |                                                                                      |                                                                                      |                                                                                      |                                                                                      |                                                                                      |                                                                                      |                                                                                      |                                                                                      |

### Vegetación

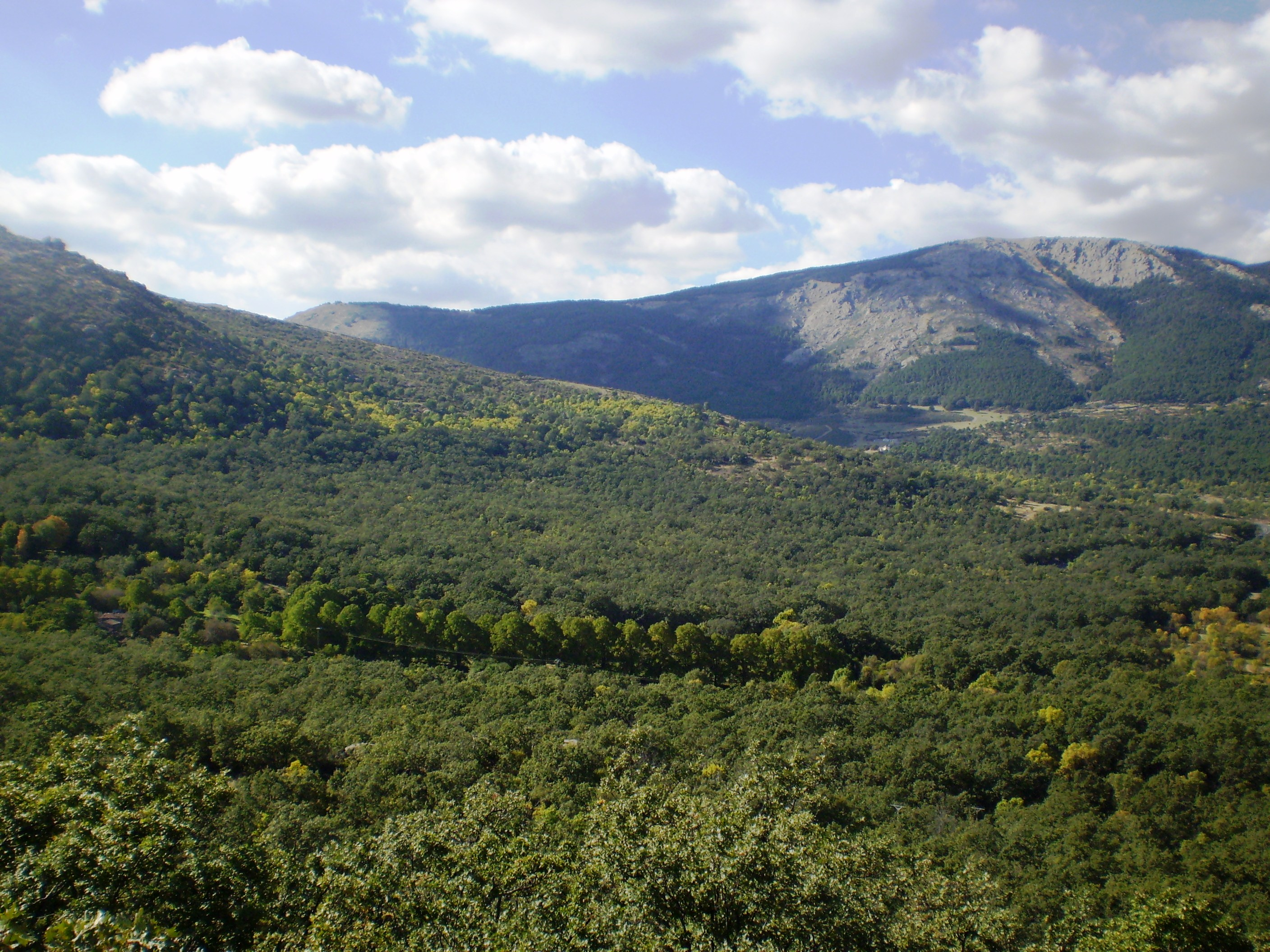
El bosque de la Herrería, situado a los pies de Abantos, puebla buena parte del llamado Circo de El Escorial

Debido a las distintas cotas sobre las que se asienta el municipio, cabe diferenciar varios tipos de vegetación. En el piso inferior, a unos 900 m de altura, destacan las fresnedas adehesadas de Fraxinus angustifolia; y, en el bosque de La Herrería, los melojares de Quercus pyrenaica, los castaños (Castanea sativa) y los arces de Montpellier (Acer monspessulanum).
En las cotas más altas (1000–1200 m), como consecuencia de un menor freatismo y una exposición de solana, aparecen pinares de Pinus pinaster y Pinus pinea, así como encinares (Quercus ilex), salpicados de enebros (Juniperus oxycedrus) y jarales de Cistus ladanifer. Entre los 1200 y 1700 m, se encuentran pinares de pino silvestre (Pinus sylvestris) y pino laricio (Pinus nigra), además de ecosistemas de roquedo, en los bloques graníticos de las cumbres de Abantos.
San Lorenzo de El Escorial también alberga algunas especies vegetales alóctonas en sus montes, como hayas (Fagus sylvatica), pinsapos (Abies pinsapo), cedros (Cedrus sp.), alerces (Larix sp.), cipreses de Lawson (Chamaecyparis lawsoniana) o arces (Acer pseudoplatanus). Estas poblaciones de árboles fueron plantadas por estudiantes de la Escuela de Montes, a principios del siglo XX. El municipio también reúne árboles históricos, caso de las sequoias (Sequoiadendron giganteum), plantadas en el siglo XVIII en los parques y jardines de la Casita del Príncipe.
Buena parte de su término municipal está incluida dentro del Paraje Pintoresco del Pinar de Abantos y Zona de La Herrería, espacio natural protegido constituido en 1961, que San Lorenzo de El Escorial comparte con Santa María de la Alameda. En el término de San Lorenzo, se encuentra el Centro de Educación Ambiental Arboreto Luis Ceballos, que alberga una colección de más de 200 especies de árboles y arbustos autóctonos de la península ibérica y de las islas Baleares.

### Transporte y comunicaciones
La M-600 comunica San Lorenzo de El Escorial con Guadarrama y con la autopista A-6 (Madrid-La Coruña). Otra vía de importancia es la M-505, que lo une con El Escorial, Galapagar y Las Rozas de Madrid y, desde aquí, con Madrid, mediante la citada autopista. El pueblo dista aproximadamente 47 km de la capital. La M-505 también llega hasta el límite con la provincia de Ávila, a través del Puerto de la Cruz Verde (1251 m), que el municipio comparte con Santa María de la Alameda.
Transporte público
San Lorenzo de El Escorial cuenta con 14 líneas de autobús, cuatro son urbanas y diez interurbanas. De las interurbanas, tres de ellas con cabecera en el Intercambiador de Moncloa. Todas las líneas son operadas por la empresa ALSA.
Líneas urbanas
| Línea | Recorrido                                                        | Operador |
| ----- | ---------------------------------------------------------------- | -------- |
| 1     | San Lorenzo de El Escorial - Estación de El Escorial             | ALSA     |
| 2     | El Escorial - San Lorenzo de El Escorial - Hospital - La Pizarra | ALSA     |
| 3     | El Escorial - Las Zorreras                                       | ALSA     |
| 4     | Circular San Lorenzo de El Escorial                              | ALSA     |

Líneas interurbanas
| Línea | Recorrido                                                           | Operador |
| ----- | ------------------------------------------------------------------- | -------- |
| 640   | San Lorenzo de El Escorial - Robledo de Chavela - Valdemaqueda      | ALSA     |
| 660   | San Lorenzo de El Escorial - Guadarrama - Villalba                  | ALSA     |
| 661   | Madrid (Moncloa) - San Lorenzo de El Escorial (por Galapagar)       | ALSA     |
| 661A  | Madrid (Moncloa) - Las Zorreras (por Galapagar)                     | ALSA     |
| 664   | Madrid (Moncloa) - San Lorenzo de El Escorial (por Guadarrama)      | ALSA     |
| 665   | San Lorenzo de El Escorial - Peguerinos                             | ALSA     |
| 666   | San Lorenzo de El Escorial - Zarzalejo - Las Navas del Marqués      | ALSA     |
| 667   | Majadahonda (Hospital) - San Lorenzo de El Escorial (por Galapagar) | ALSA     |
| 669   | San Lorenzo de El Escorial - Villanueva de la Cañada                | ALSA     |
| 669A  | San Lorenzo de El Escorial - Fresnedillas - Navalagamella           | ALSA     |
| N604  | Madrid (Moncloa) - El Escorial - San Lorenzo de El Escorial         | ALSA     |

Ferrocarril
A pocos kilómetros, en el municipio de El Escorial, se puede acceder a la estación de tren a la que presta servicio la:
- Línea C-8a: Guadalajara/Alcalá de Henares/Atocha/Sol/Chamartín/El Escorial/Santa María de la Alameda

Además, desde esta estación se pueden coger trenes de Media Distancia con destinos como Burgos, Ávila, Valladolid, Irún, San Sebastián, Salamanca, Palencia, etc.

## Historia

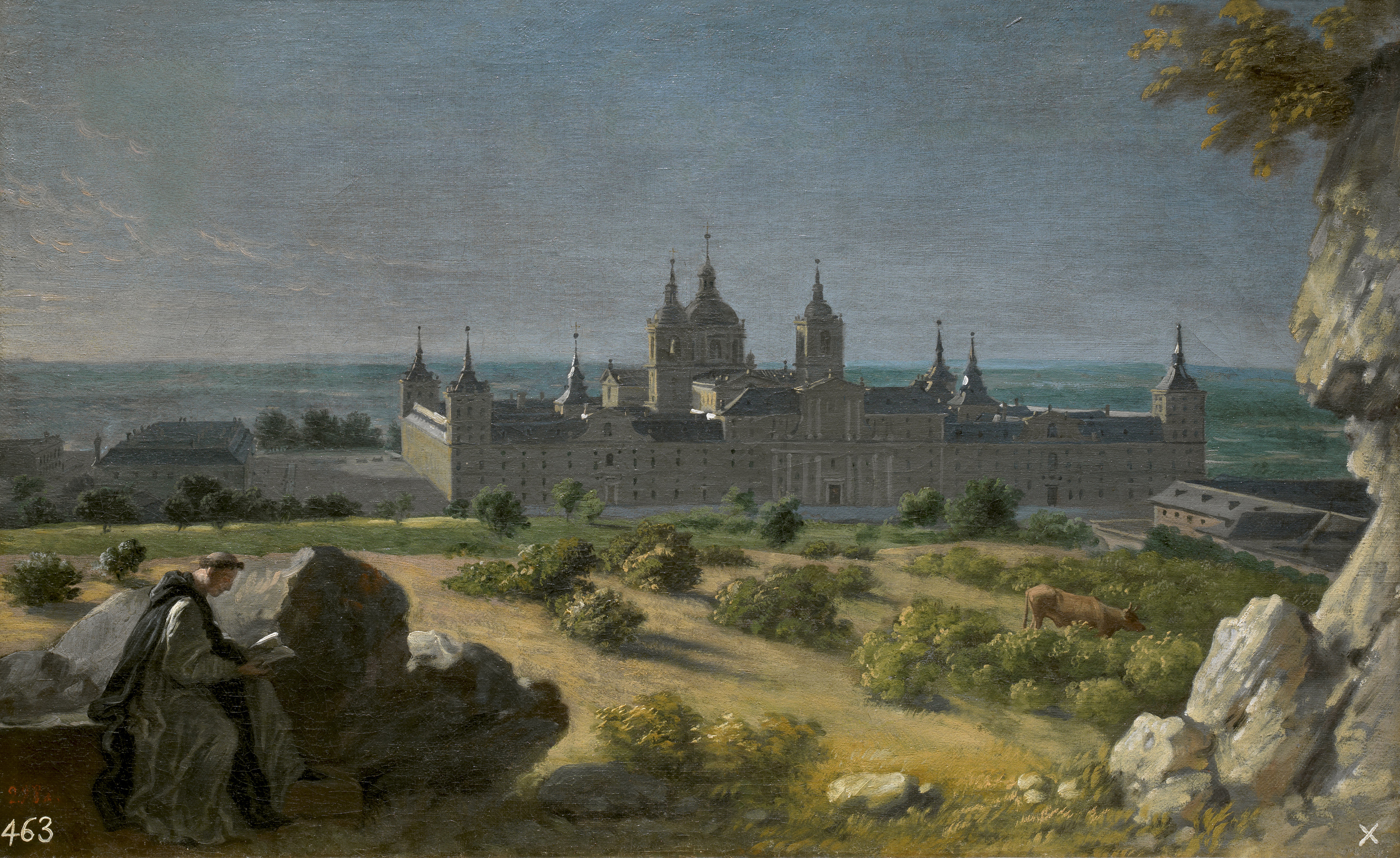
El Monasterio de El Escorial se construyó en el. Dos siglos después surgió un caserío en las inmediaciones del edificio, que daría lugar, en el, al actual municipio

La historia de San Lorenzo de El Escorial se vincula con la construcción del monasterio homónimo y la villa de El Escorial, de la que surgió como segregación. Las primeras referencias históricas de este edificio datan del año 1558, cuando Felipe II designó una comisión para que buscase un lugar idóneo para su emplazamiento, integrada por arquitectos, médicos y canteros, entre otros gremios.
La pequeña aldea de El Escorial reunía las condiciones físicas adecuadas para llevar a cabo tal empresa. Su abundancia de bosques, canteras y cotos de caza, la calidad de sus aguas y su situación en el centro geográfico de la península ibérica, a los pies del monte Abantos, fueron factores determinantes para su elección definitiva, que tuvo lugar en 1561.
La primera piedra del monasterio se puso el 23 de abril de 1563. Un año antes, Felipe II empezó a adquirir las tierras colindantes al solar donde se iba a edificar el monasterio, con la intención de crear un territorio de realengo, denominado Real Sitio de El Escorial, para usos recreativos, cinegéticos y agropecuarios. Entre ellas se encontraban las fincas de la Dehesa de las Ferrerías de Fuentelámparas (hoy llamada de La Herrería), situada en el actual término de San Lorenzo de El Escorial, y de La Granjilla de La Fresneda, en el vecino pueblo de El Escorial.

Las obras duraron veintiún años, a lo largo de los cuales el entorno urbanístico y social de El Escorial fue transformándose. La pequeña aldea escurialense se convirtió en villa en el año 1565. Fue dotada de alcalde mayor, que ejercía sus funciones estrictamente sobre el núcleo urbano. No así sobre los cotos de caza, administrados directamente por la Corona, ni sobre las tierras dedicadas a usos agropecuarios, gestionados por el Prior del Monasterio. En el orden eclesiástico, el lugar fue desvinculado del poderoso Arzobispado de Toledo para depender directamente del Prior, mediante dos bulas papales fechadas en 1585 y 1586. 

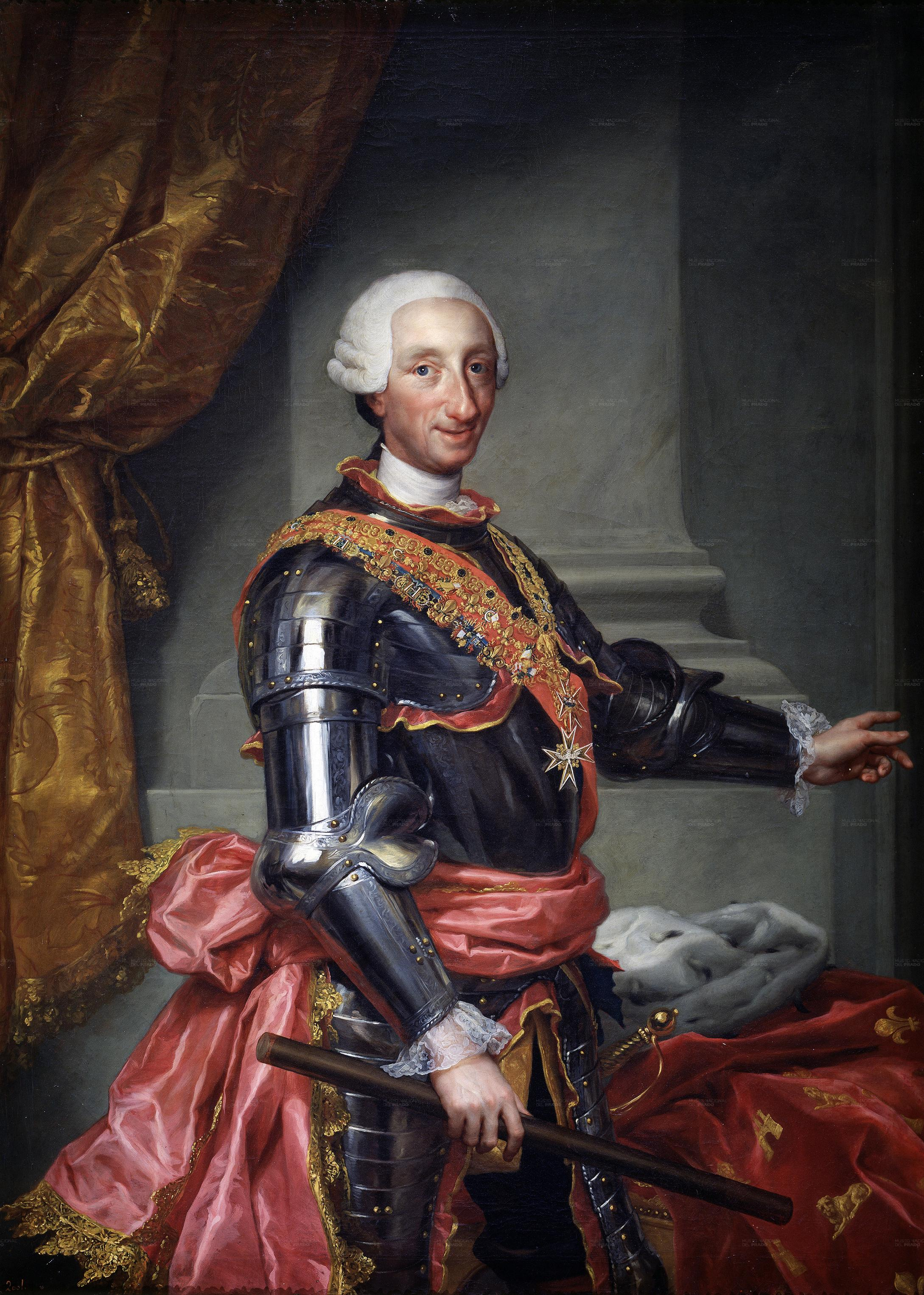
Carlos III promovió un nuevo marco territorial y administrativo en el Real Sitio, que puede considerarse como el origen del actual municipio de San Lorenzo de El Escorial

Esta estructura administrativa se mantuvo hasta bien entrado el siglo XVIII, cuando el monarca Carlos III impuso un nuevo marco territorial y administrativo. La edificación de casas, que estaba expresamente prohibida en los aledaños del monasterio, fue el origen de una disputa, que enfrentó a las autoridades municipales, que promovían modificar la norma, y a las monacales, que pretendían mantenerla. El asunto era especialmente delicado en aquellos tiempos, dadas las frecuentes visitas de la Familia Real al Sitio, que provocaron un incremento de la demanda de suelo, principalmente por parte de los funcionarios públicos, al servicio de la Casa Real.
La resolución del conflicto llegó de manos del propio monarca, que el 3 de mayo de 1767 autorizó la construcción de viviendas junto a la Lonja del Monasterio, en lo que constituye el núcleo fundacional de San Lorenzo de El Escorial y el inicio de un proceso que culminará con la emancipación de este pueblo con respecto a El Escorial. El desarrollo de este nuevo caserío fue muy veloz, hasta el punto de contabilizarse más de mil vecinos a los pocos años de la decisión adoptada por Carlos III.

El nuevo pueblo surgido a los pies del monasterio no alcanzó una entidad jurídica propia hasta bastante después. La estructura administrativa diseñada por Felipe II fue desdibujándose, primero con el nombramiento de un gobernador del Real Sitio por parte de Carlos III –en menoscabo de los poderes del alcalde mayor de El Escorial y del prior– y, posteriormente, con la privatización de tierras que tuvo lugar con la desamortización de 1820.

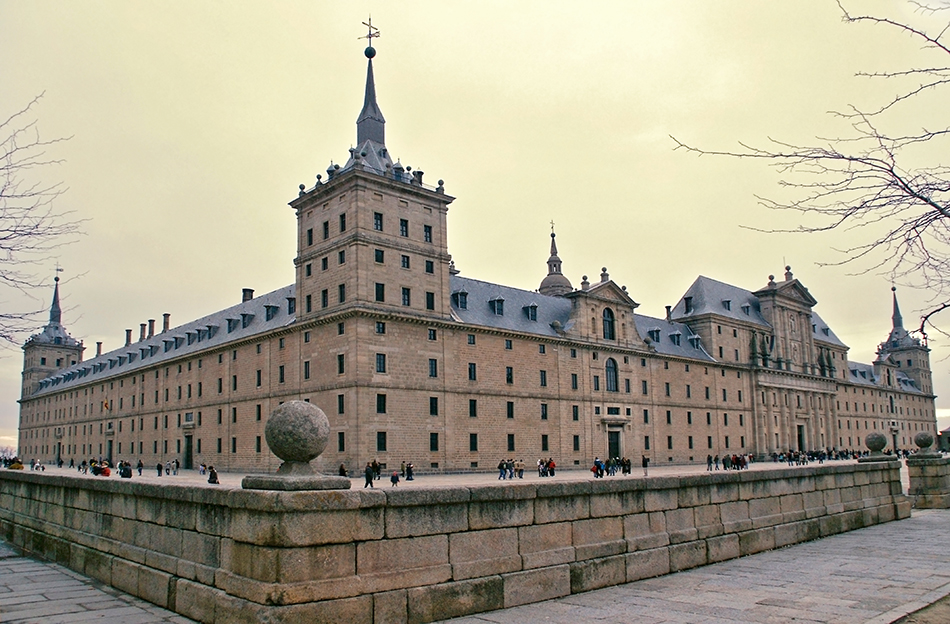
Monasterio de El Escorial al atardecer en invierno

Ésta resultó clave para la configuración del actual municipio de San Lorenzo de El Escorial, ya que pasaron a manos privadas prácticamente todas las fincas del Real Sitio, excepto La Herrería y las tierras que rodeaban al Monasterio y a las Casitas del Príncipe y del Infante. 
El 26 de septiembre de 1836, San Lorenzo de El Escorial nació como municipio independiente. En esta fecha tuvo a su primer alcalde y, en 1887, pasó a ser cabeza del partido judicial del mismo nombre, en el que se integraron inicialmente 22 pueblos. Hasta la reforma de la nomenclatura municipal de 1916 el municipio se llamaba simplemente San Lorenzo. En dicha fecha su nombre fue modificado por el de San Lorenzo del Escorial.
Durante la Guerra Civil (1936-1939), el pueblo se mantuvo en territorio leal al Gobierno de la República y su nombre se cambió por el de «El Escorial de la Sierra».
Actualmente, el partido judicial de San Lorenzo de El Escorial está conformado por doce localidades: Colmenar del Arroyo, Colmenarejo, El Escorial, Fresnedillas de la Oliva, Navalagamella, Robledo de Chavela, Santa María de la Alameda, Valdemaqueda, Valdemorillo, Villanueva del Pardillo y Zarzalejo, además del propio San Lorenzo de El Escorial.

## Demografía

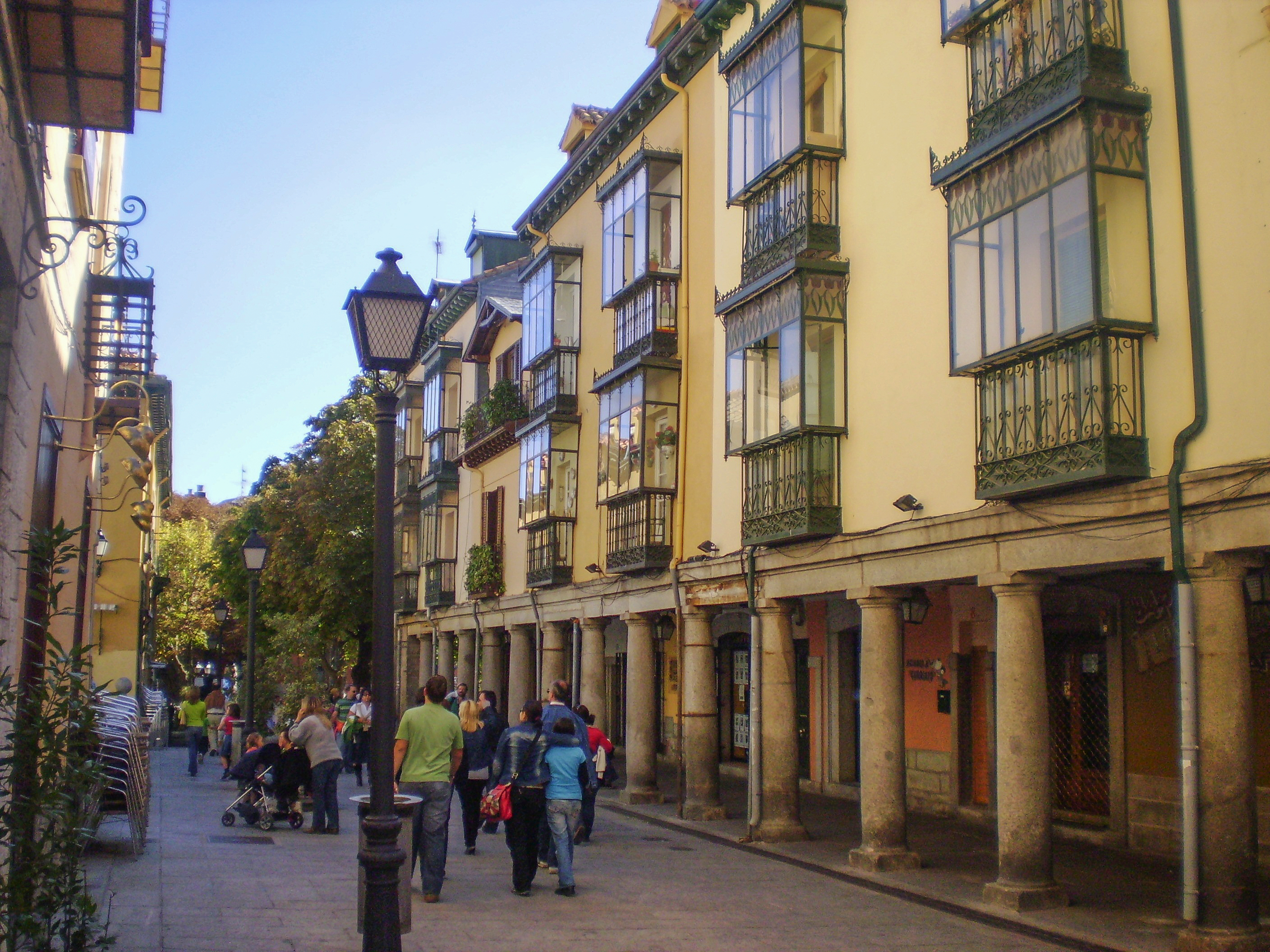
Calle de la Reina Victoria

El municipio de San Lorenzo de El Escorial, que tiene una superficie de 56,40 km², cuenta con una población de 18 735 habitantes, según datos del Instituto Nacional de Estadística (INE), relativos a 2024. Tiene una densidad de población de 332,18 hab./km², similar a la de otros municipios de la zona (caso de El Escorial, con 216,18 hab./km²), pero muy inferior a la media regional (781,82 hab./km²). En relación con el promedio español, situado en el 2011 en 91,4 hab./km², la localidad supera ampliamente el dato nacional.
En referencia a 2020, el 52 % de los sanlorentinos son mujeres y el 48 % restante hombres. Los extranjeros empadronados suponen el 10,07 %. La edad media es de 37,8 años. El crecimiento relativo de la población es de un 4,2 % anual.
La población flotante de San Lorenzo de El Escorial es muy alta. Se trata de un importante núcleo residencial, donde han proliferado las segundas viviendas, de uso preferente durante los fines de semana y los periodos vacacionales. Además, el municipio recibe diariamente un elevado número de turistas, atraídos por su patrimonio histórico-artístico y natural.
Evolución de la población
| Gráfica de evolución demográfica de San Lorenzo de El Escorial entre 1842 y 2021                                      |
| |
| Población de derecho según los censos de población del INE. Población de hecho según los censos de población del INE. |

## Economía

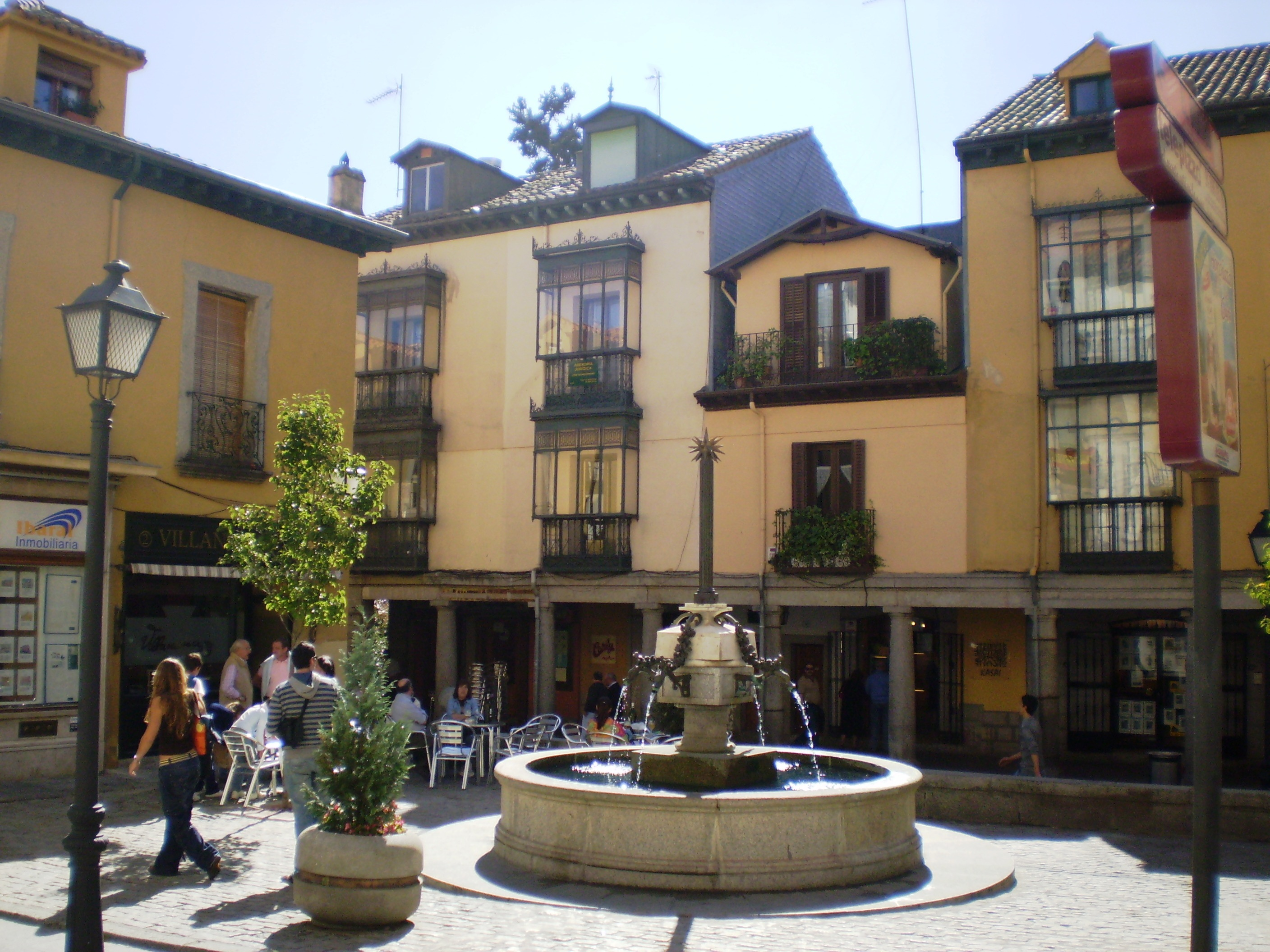
Plaza de la Cruz, uno de los rincones del casco histórico

El turismo, la hostelería y el comercio constituyen las principales actividades económicas de San Lorenzo de El Escorial. El municipio es uno de los destinos turísticos más importantes de la Comunidad de Madrid. Sus visitantes realizan preferentemente un turismo de tránsito, con Madrid como punto de partida. Las pernoctaciones de turistas ocupan un lugar irrelevante, al igual que ocurre en otras ciudades monumentales de la región, como Alcalá de Henares, Aranjuez o Chinchón.
En los últimos años, la localidad está intentado consolidar un turismo de pernoctación, vinculado a certámenes, convenciones y cursos de índole cultural y educativa. Es el caso de los Cursos de verano de la Universidad Complutense, que se celebran en las instalaciones de Real Centro Universitario Escorial-María Cristina, creadas para promocionar a San Lorenzo de El Escorial como ciudad de congresos. El municipio posee 10 establecimientos hoteleros, con un total de 611 plazas (año 2006).
Dentro de su término municipal se hallan dos de los monumentos más visitados entre los gestionados por Patrimonio Nacional. El Monasterio de El Escorial es el segundo conjunto monumental con mayor número de visitas (504 238 turistas en 2004), por detrás del Palacio Real de Madrid (720 710 en el mismo año). El Valle de los Caídos, localizado en las inmediaciones de su casco urbano, es el tercero en la lista de Patrimonio Nacional (407 578).
La construcción es otra actividad económica en alza en San Lorenzo de El Escorial. Aunque buena parte de su término está protegido, como los bosques de La Herrería, la localidad ha experimentado un fuerte crecimiento urbanístico en los últimos años, con la creación de nuevas urbanizaciones en las zonas que carecen de figuras legales de protección. Es el caso de la ladera suroriental del monte Abantos, donde han proliferado numerosos barrios, especialmente tras el incendio del 21 de agosto de 1999, que calcinó 450 hectáreas de pinares.

## Símbolos
El escudo heráldico que representa a la ciudad fue aprobado por decreto el 15 de febrero de 1968 con el siguiente blasón:

«Escudo partido y medio cortado. Primero, de plata, la parrilla de sable. Segundo, de gules, la faja de plata, cortado de azur, las tres lises de oro, bien ordenadas. Al timbre, corona real cerrada.»
Boletín Oficial del Estado n.º 49 de 26 de febrero de 1968

La parrilla del primer cuartel alude a San Lorenzo, mientras que las armas de los otros dos cuarteles son las propias de la Casa de Austria y de la de Borbón.
La bandera que representa al municipio fue aprobada el 1 de octubre de 1987. Su descripción textual es la siguiente:

«Bandera dividida en tres bandas, rojo, plata y azul. La plata de doble ancho que las otras dos. En el centro, el escudo del Ayuntamiento». La proporción del paño ha de ser de 2:3 (una vez y media más larga que ancha).»
Boletín Oficial del Estado n.º 261 de 31 de octubre de 1987

## Administración y política
La Corporación Municipal está formada por 17 concejales con arreglo a los siguientes resultados electorales:
- Partido Popular: 8 concejales,
- Partido Socialista Obrero Español: 3 concejales,
- Vecinos por San Lorenzo de El Escorial: 2 concejales,
- Vox: 1 concejal,
- Ciudadanos / Nosotros San Lorenzo: 1 concejal,
- Unidas San Lorenzo Podemos-Izquierda Unida-Alianza Verde: 1 concejal,
- Más Madrid: 1 concejal,

### Sesión de investidura 2023
Carlota López Esteban (PP) fue proclamada alcaldesa de San Lorenzo de El Escorial en la sesión celebrada el 17 de junio de 2023 en el Salón de Plenos Municipal por mayoría absoluta con el apoyo de VOX.

### Resultados históricos
- En las primeras elecciones democráticas, en 1979, ganó el PSOE.
- En las elecciones de 1983 ganó el PSOE. En un primer momento gobernó Isabel Mayoral del CDS con el apoyo de Coalición Popular, pero una moción de censura de 2 tránsfugas del PSOE y apoyada por AP dio la alcaldía a los populares.
- En las elecciones de 1987 ganó el PSOE con mayoría simple.
- En las elecciones de 1991 ganó el PSOE con mayoría absoluta.
- El PP tuvo mayoría absoluta desde el año 1995 hasta el 2015.
- En 2015 Vecinos por San Lorenzo de El Escorial obtiene la Alcaldía gracias al apoyo de investidura con el PSOE, IU, Sí Se Puede y Ciudadanos
- En 2019 Partido Popular obtiene la Alcaldía gracias al apoyo en la investidura de Ciudadanos y Vox
- En 2023 Partido Popular obtiene de nuevo la Alcaldía gracias al apoyo de Vox en la investidura.

| Periodo   | Nombre                                                               | Partido               |
| --------- | -------------------------------------------------------------------- | --------------------- |
| 1979-1983 | Francisco Fernández Maganto                                          | PSOE                  |
| 1983-1987 | Isabel Mayoral Benito (1983-84) Francisco Herranz Palacios (1984-87) | CDS Coalición Popular |
| 1987-1991 | José Luis García Millán                                              | PSOE                  |
| 1991-1995 | Francisco Nicolás González Gómez                                     | PSOE                  |
| 1995-1999 | José Luis Fernández-Quejo del Pozo                                   | PP                    |
| 1999-2003 | José Luis Fernández-Quejo del Pozo                                   | PP                    |
| 2003-2007 | José Luis Fernández-Quejo del Pozo                                   | PP                    |
| 2007-2011 | José Luis Fernández-Quejo del Pozo                                   | PP                    |
| 2011-2015 | José Luis Fernández-Quejo del Pozo                                   | PP                    |
| 2015-2019 | Blanca Juárez Lorca                                                  | VxSLE                 |
| 2019-2023 | Carlota López Esteban                                                | PP                    |
| 2023-act. | Carlota López Esteban                                                | PP                    |

## Patrimonio artístico y natural

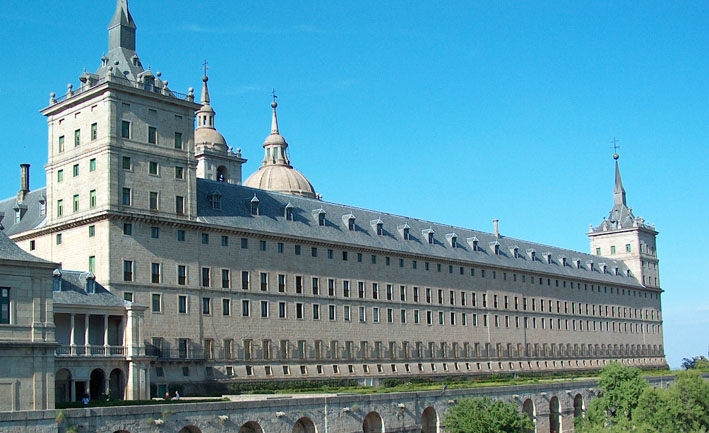
Monasterio de El Escorial o de San Lorenzo de El Escorial

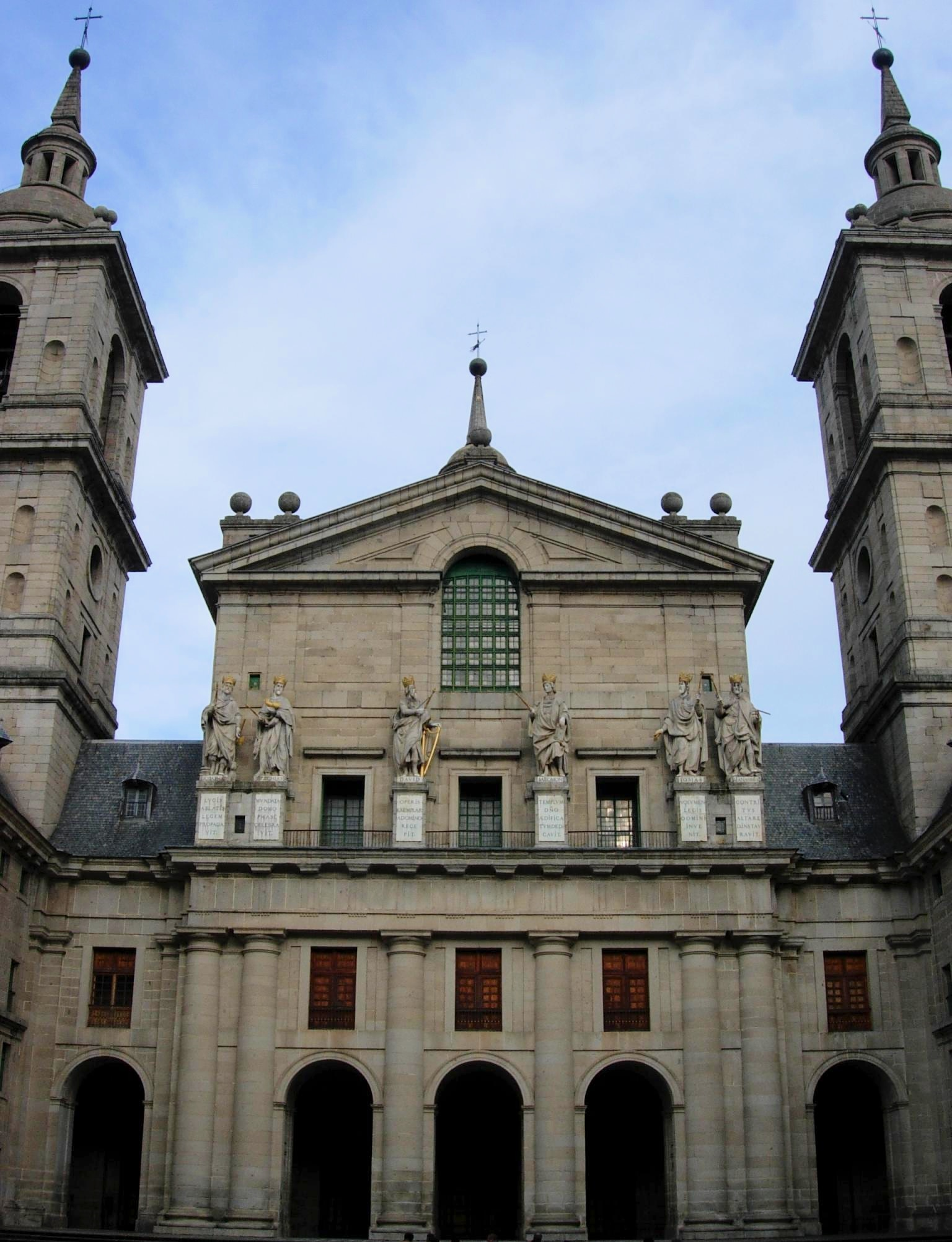
Real Basílica del Monasterio de El Escorial

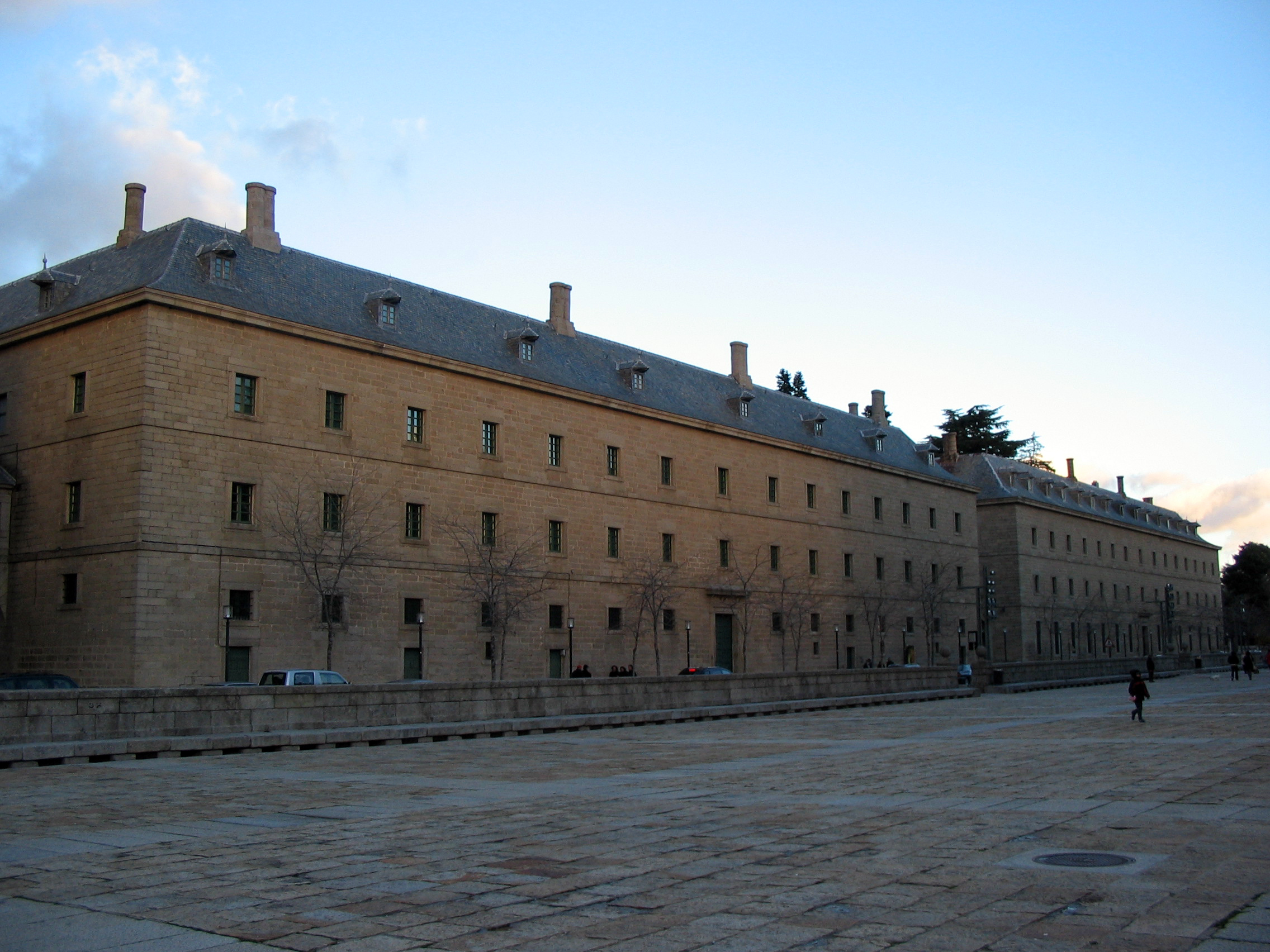
Casas de Oficios, en la Lonja del Monasterio de El Escorial, construidas por Juan de Herrera

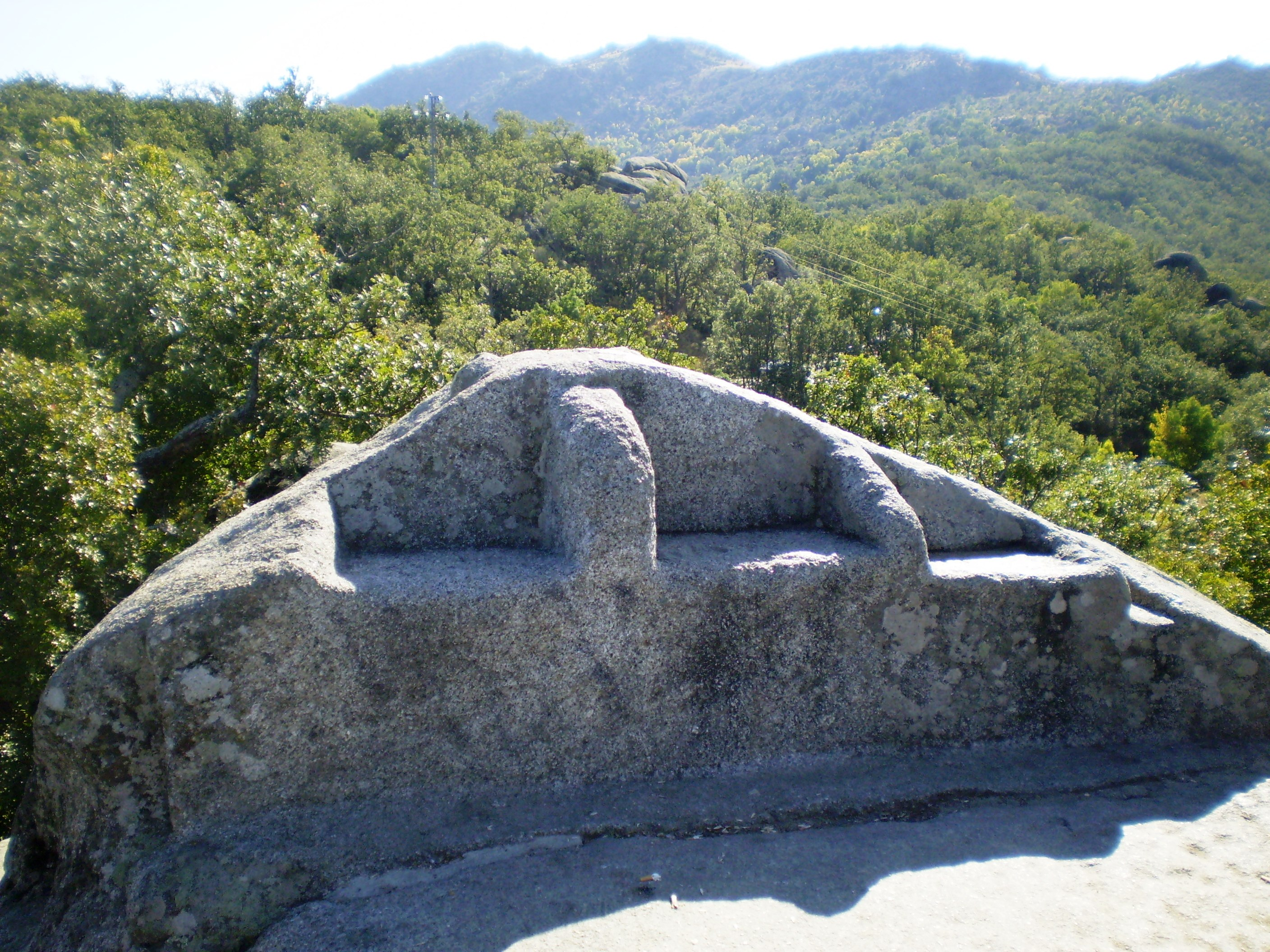
La Silla de Felipe II puede tener un origen prerromano

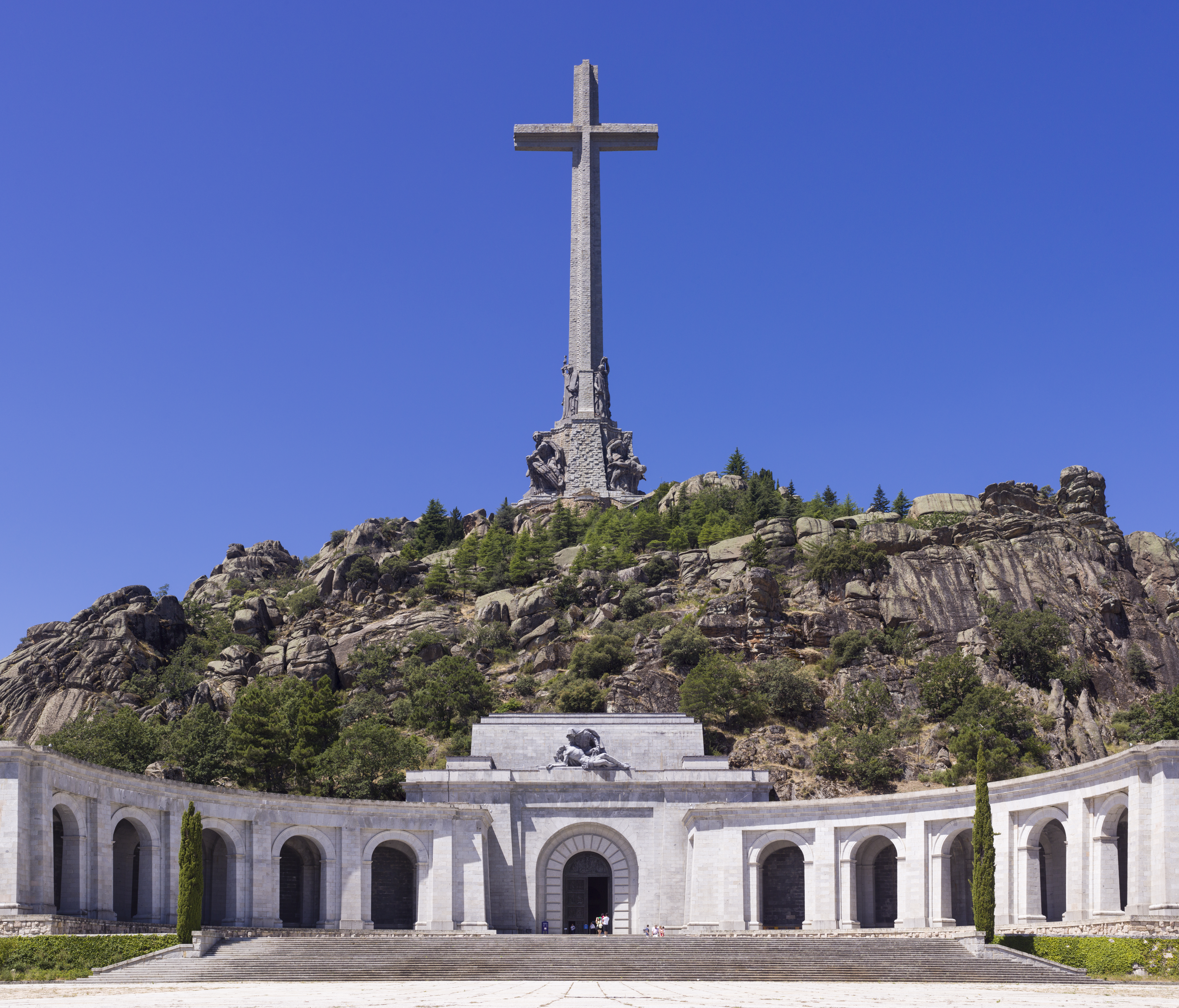
El Valle de Cuelgamuros es el tercer monumento más visitado entre los gestionados por Patrimonio Nacional

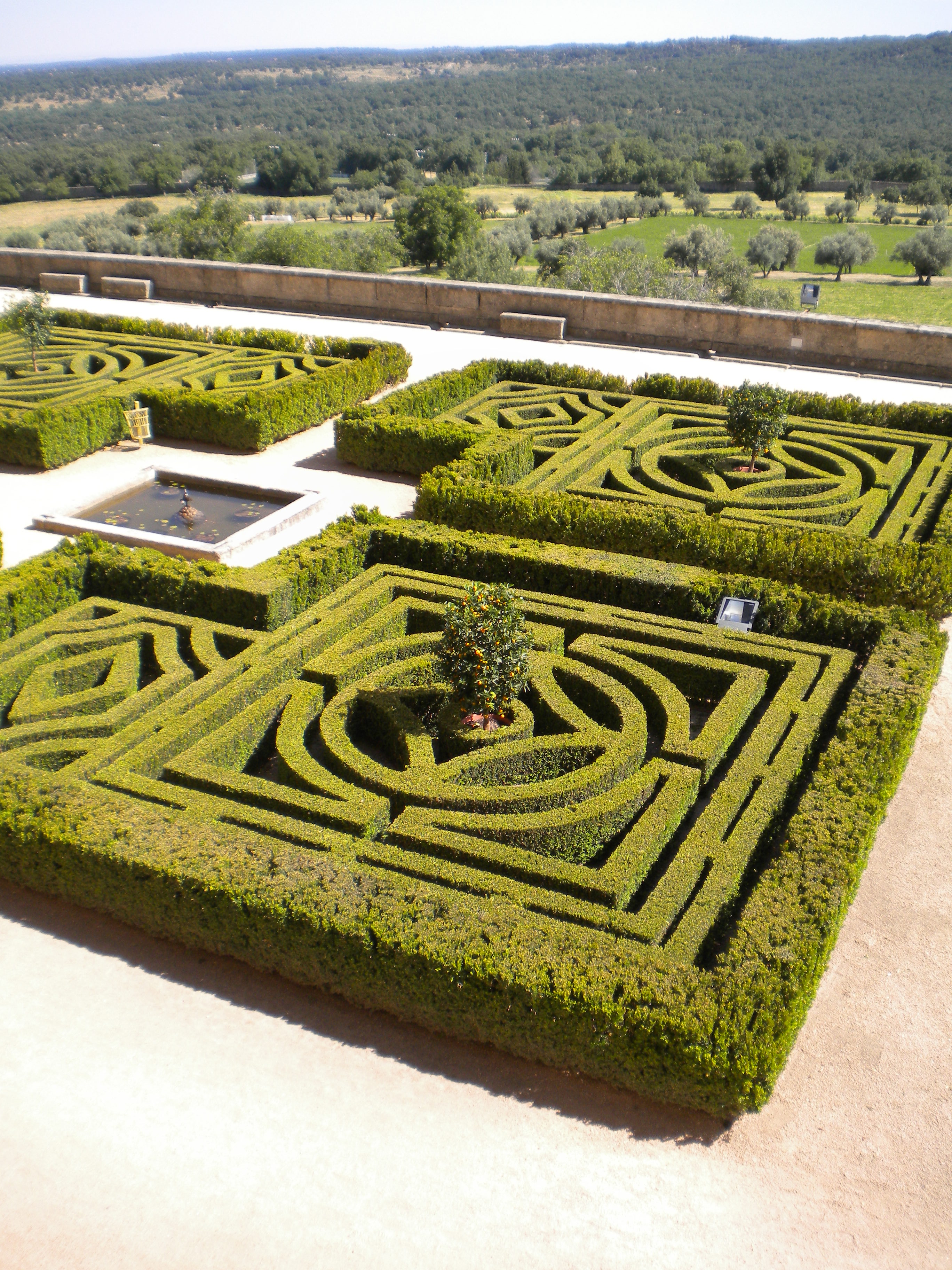
Jardines del Monasterio de El Escorial

El pueblo posee un importante patrimonio histórico-artístico, urbanístico y cultural, fruto de su vinculación con la Corona española. A ello se añaden relevantes valores ecológicos, geológicos y arqueológicos.
Parte de su conjunto monumental se encuentra inscrito en la lista del Patrimonio de la Humanidad de la Unesco. Además, su término ha sido declarado Bien de Interés Cultural, en la categoría de Territorio Histórico, con el nombre de "Escorial: Monasterio, Sitio y Entorno Natural y Cultural", por parte de la Comunidad de Madrid.
Dentro de esta última figura legal, aprobada mediante decreto 52/2006 (21 de junio), también se incluyen las localidades de El Escorial, Zarzalejo y Santa María de la Alameda. Se trata del ámbito que quedó dentro de la llamada Cerca de Felipe II, con la que el monarca delimitó el perímetro del Real Sitio surgido alrededor del Monasterio.

### Patrimonio de la Humanidad
El 2 de noviembre de 1984, coincidiendo con la celebración del IV centenario de la colocación de la última piedra del Monasterio, el Comité del Patrimonio Mundial (World Heritage Committee) de la Unesco, reunido en Buenos Aires (Argentina), incluyó a «El Escorial, Monasterio y Sitio», en la lista del Patrimonio de la Humanidad (World Heritage List).
En esta inscripción, se define un espacio territorial de protección circunscrito principalmente al Monasterio de El Escorial, a la Casita del Infante (o de Arriba) y a la Casita del Príncipe (o de Abajo), palacete, este último, que se encuentra dentro del término de El Escorial:
- Monasterio de El Escorial. Este edificio, uno de los principales monumentos renacentistas de España, fue erigido en el último tercio del siglo XVI, sobre la ladera del monte Abantos, a 1028 m de altitud. Se debe a un proyecto original de Juan Bautista de Toledo, que fue culminado, tras su muerte, por Juan de Herrera, quien impuso un nuevo estilo arquitectónico, bautizado con su apellido.[25] Ocupa una superficie de 33 327 m² y cuenta con 16 patios, 88 fuentes, 13 oratorios, 15 claustros, 86 escaleras, 9 torres, 1200 puertas, 2673 ventanas y 4000 habitaciones. Su fachada principal tiene una longitud de 207 metros. Entre las partes más destacadas del edificio, figuran el Panteón de Reyes, la Real Basílica y la Real Biblioteca. Desde el siglo XVI, el Monasterio de El Escorial ha sido calificado como la octava maravilla del mundo.
- Casitas del Príncipe y del Infante. Se trata de dos palacetes neoclásicos del siglo XVIII. Ambos fueron construidos por Juan de Villanueva, como pabellones de recreo para Carlos IV, por entonces Príncipe de Asturias, y su hermano el Infante Gabriel de Borbón, respectivamente.

El ámbito territorial de protección recogido en la lista del Patrimonio de la Humanidad se encuentra actualmente en trámite de ampliación. Las autoridades españolas pretenden que la Unesco extienda la declaración de Patrimonio de la Humanidad a todo el espacio que estuvo incluido dentro de la Cerca de Felipe II.

### Bien de Interés Cultural en la categoría de Territorio Histórico (Sitio Histórico)
Además de los monumentos señalados en el epígrafe anterior, el municipio de San Lorenzo de El Escorial reúne otros conjuntos histórico-artísticos, que, como aquellos, han sido integrados en la figura legal del Territorio Histórico (Sitio Histórico) de "El Escorial: Monasterio, Sitio y Entorno Natural y Cultural", según decreto 52/2006 (BOCM, 21 de junio) de la Comunidad de Madrid.
Aquí figuran distintos edificios y enclaves naturales situados dentro de su término municipal, además de otros ubicados en El Escorial, Zarzalejo y Santa María de la Alameda. A continuación se destacan los conjuntos monumentales y paisajísticos sanlorentinos:
- Silla de Felipe II,[26] donde, según la leyenda, se sentaba el monarca para ver el avance de las obras del Monasterio, aunque se cree que, en realidad, fue un altar de ofrendas vetón.[27]
- La Herrería, finca histórica, conocida antiguamente como la Dehesa de Las Ferrerías de Fuentelámparas, que posee un gran interés ecológico. Está poblada por bosques de fresnos y robles.
- El Castañar, finca histórica con importantes atractivos medioambientales.
- Parque de la Casita del Príncipe. Los parques y jardines construidos en el entorno de este palacete neoclásico son compartidos por los municipios de El Escorial y San Lorenzo de El Escorial. No así el edificio, que se halla en la primera localidad.
- Casas de Oficios. Las dos primeras fueron construidas por Juan de Herrera en el siglo XVI y la tercera, obra de Juan de Villanueva, data del siglo XVIII. Actualmente son sede de una pequeña iglesia y de diferentes instalaciones gestionadas por el Ayuntamiento de San Lorenzo de El Escorial. Es el caso de la Casa de la Cultura, de la Biblioteca Municipal, de la Oficina de Turismo, del Conservatorio Profesional de Música Padre Soler y del Real Centro Integrado de Música y Enseñanzas Plásticas y Artísticas. Por su parte, la Primera Casa de Oficios es sede provisional del Instituto de Estudios Herrerianos, que acogerá el legado del arquitecto e investigador Luis Cervera Vera.
- Casas de Infantes. Se deben a Juan de Villanueva, quien las levantó en el siglo XVIII.
- Real Coliseo de Carlos III, teatro edificado en el siglo XVIII, conocido popularmente como La Bombonera.[28]
- Casa de la Compaña. Trazada en el siglo XVI por Francisco de Mora, hoy sirve de sede a la Universidad María Cristina.
- Valle de los Caídos. Por extensión, queda incluido dentro del Territorio Histórico del "El Escorial: Monasterio, Sitio y Entorno Natural y Cultural" este monumento funerario del siglo XX. Construido a iniciativa del último dictador español Francisco Franco, se alza sobre el Risco de la Nava, a 1390 m de altitud, en el paraje conocido como Cuelgamuros. Una cruz de 150 metros preside el conjunto monumental, que consta de una basílica, excavada sobre la piedra, una abadía, y una hostería.

Monasterio
Situado en el noreste del municipio, y actualmente en el interior de una finca privada, este poblado cobró importancia desde el siglo XII. Perteneció al Real de Manzanares, del que se segregaría en 1370, y tras distintos avatares, fue comprado por Felipe II al duque de Maqueda con el objeto de disponer de nuevos cotos de caza. A sus vecinos, además del pago de las propiedades, se les concedió una protección especial al garantizar su traslado a otras zonas. Se derribaron todas las construcciones excepto alguna vivienda principal como la Casa Real, mandada construir por Isabel I en 1502 y que solo sufrió obras de mejora que finalizaron en 1598. Todo el terreno quedó incluido dentro de La Cerca y se comunicaba con El Campillo a través de una avenida de árboles.
Entre los vestigios existentes se encuentra un arco de medio punto que pudo ser parte de una construcción anterior a la Casa Real, como puerta de acceso a un recinto cerrado. Junto al mismo están los restos del molino de papel; los monjes del Monasterio contaban con el privilegio de impresión de nuevos libros de rezo y en respuesta a esa demanda se construyó un edificio que ofreciera instalaciones adecuadas para la producción del material, estando en funcionamiento en 1628. A pesar de su estado de ruina, con cubierta hundida y muros semicaídos, son destacables todavía las chimeneas circulares de granito.
Actualmente el Palacio está en abandono, y habiéndose derrumbado su fachada norte

## Cultura

### Educación
En San Lorenzo de El Escorial existen 5 guarderías (2 públicas y 3 privadas), 2 colegios públicos de educación infantil y primaria, 1 instituto de educación secundaria, un centro público de educación de adultos, 2 colegios privados (con y sin concierto, un importante centro integrado de enseñanzas musicales (Padre Antonio Soler) y 1 centro universitario adscrito a la Universidad Complutense (Universidad María Cristina).
Además, el municipio cuenta con el centro de educación ambiental Arboreto Luis Ceballos, dependiente de la Consejería de Medio Ambiente de la Comunidad de Madrid, una escuela oficial de idiomas (sección de la EOI de Villalba) y la sede de una de las dos secciones de la Academia de Oficiales de la Guardia Civil.

### Fiestas y tradiciones

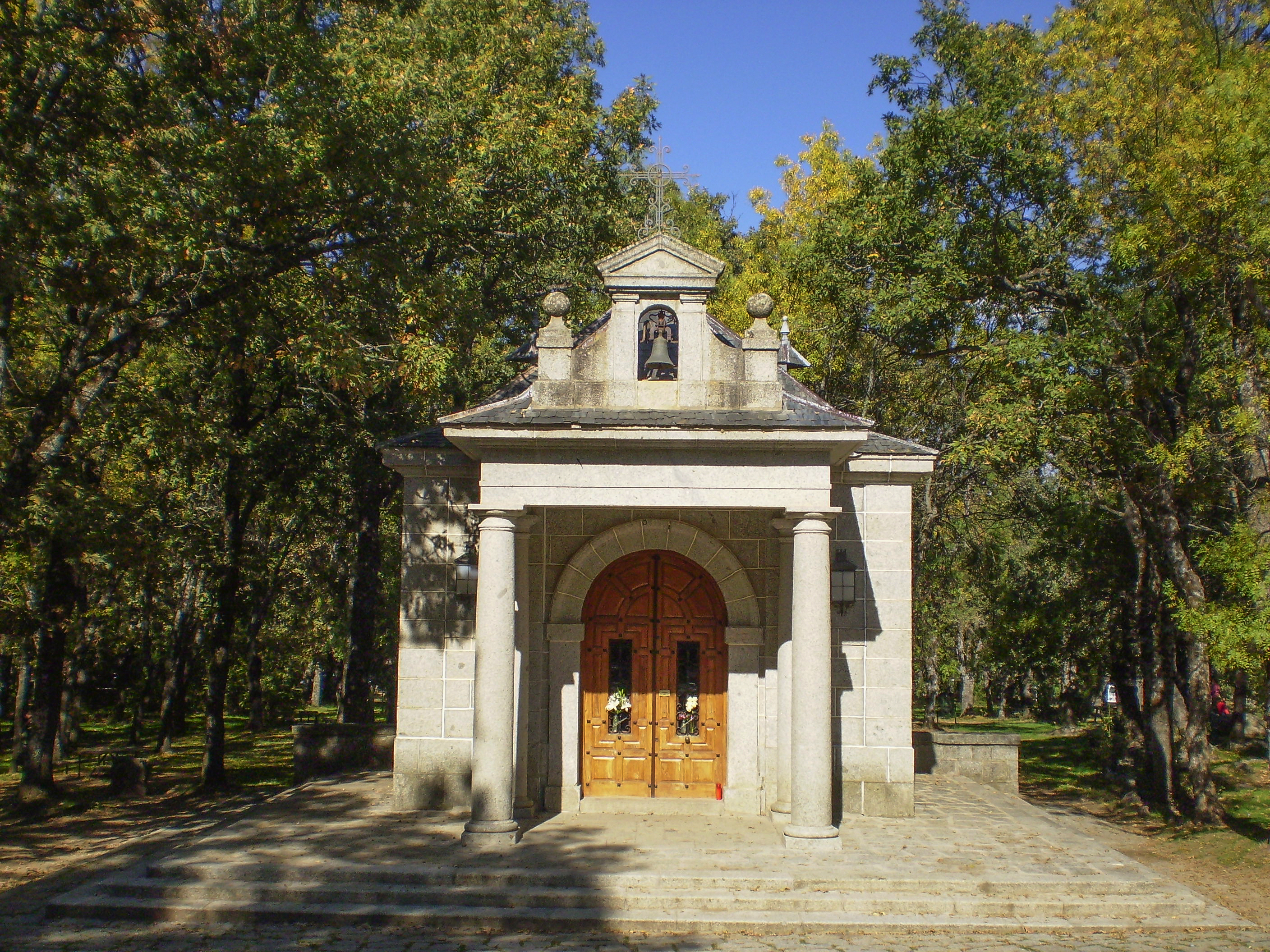
Ermita de la Virgen de Gracia, en La Herrería

El pueblo celebra sus fiestas patronales el 10 de agosto, día de San Lorenzo, santo al que Felipe II advocó el Monasterio de El Escorial y del que, por extensión, el municipio toma su nombre. Este edificio fue construido para conmemorar la victoria de la batalla de San Quintín, que tuvo lugar el 10 de agosto de 1557.
La Romería de Nuestra Señora la Virgen de Gracia es, sin duda, la tradición más importante de San Lorenzo de El Escorial. Tiene lugar el segundo domingo de septiembre y se encuentra entre las más multitudinarias de España. Se remonta a 1948 y está declarada de interés turístico por la Comunidad de Madrid.

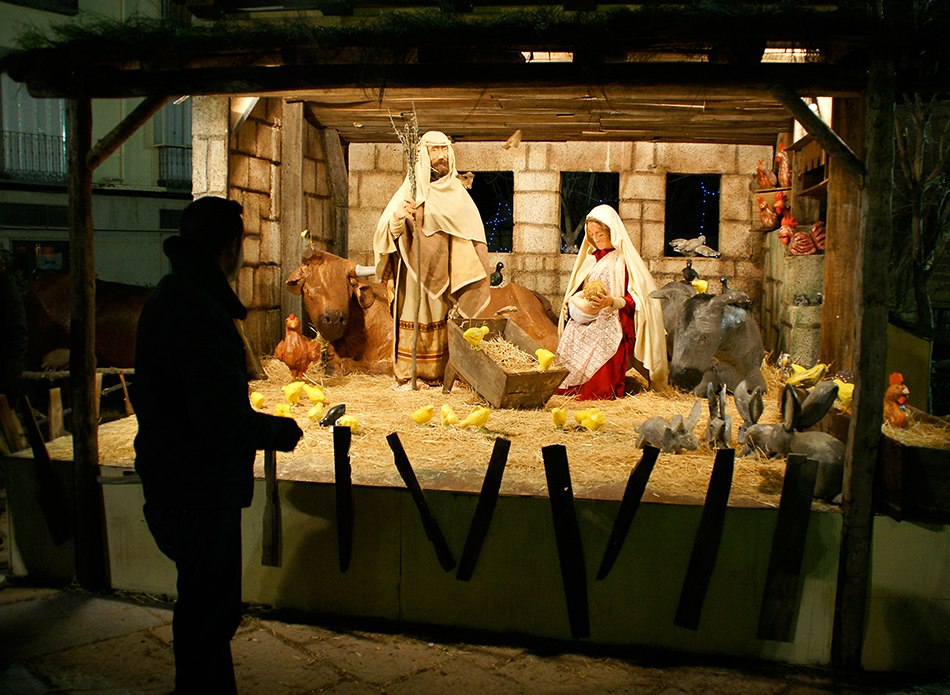
Nacimiento en San Lorenzo de El Escorial

La Semana Santa sanlorentina destaca como una de las de mayor riqueza visual de la comarca guadarrameña. Cuenta con cinco cofradías y dos hermandades integradas dentro de la Junta de Cofradías y una docena de procesiones. Se remonta a 1945
También se celebran San Antón, el 17 de enero, y San Sebastián, el 20 de enero, cuya fiesta se traslada al fin de semana siguiente y se celebra conjuntamente con la Villa de El Escorial.
En Navidad, el pueblo instala en sus calles un belén de grandes proporciones, como reclamo turístico.